# Stephanopis altifrons
Stephanopis altifrons là một loài nhện trong họ Thomisidae.
Loài này thuộc chi Stephanopis. Stephanopis altifrons được Octavius Pickard-Cambridge miêu tả năm 1869.